# 済生会川俣病院
済生会川俣病院（さいせいかいかわまたびょういん）は、福島県伊達郡川俣町に所在し、社会福祉法人恩賜財団済生会支部福島県済生会が運営する医療機関である。

## 歴史
- 2005年（平成17年）11月 泌尿器科開設
- 2006年（平成18年）12月 人工透析室開設
- 2007年（平成19年）5月 地域連携室開設
- 主な沿革は、当院概要もされたい[1]。

## 外来診療科
- 内科
- 外科
- 整形外科
- 泌尿器科
- 眼科

## 主な設備、附帯・関連設備・制度
- 売店
- 自動販売機
- 洗濯機・衣類乾燥機

- 人間ドック
- 政府管掌健康診断
- 乳がん検診
- 子宮がん検診

- 地域連携室

### 関連施設
- 済生会かわまた居宅介護支援事業所 （実施地域：川俣町、福島市飯野地区、伊達市月舘地域）
- 川俣町地域包括支援センター

## その他
川俣町国民健康保険山木屋診療所内科外来に、週3日当院医師が派遣されている。

## アクセス
- 国道114号（旧道）から福島県道117号二本松川俣線方向へ曲がる。
- 国道114号川俣バイパス・福島県道117号から国道114号（旧道）方向へ。
- 路線バス：福島交通で「済生会病院前」、「京田」（きょうでん）、「川俣役場前」下車。